# 维欧尔河畔圣瑞斯特
維歐爾河畔圣瑞斯特（法語：Saint-Just-sur-Viaur，法語發音：[sɛ̃ ʒyst syʁ vjɔʁ]）是法国阿韦龙省的一个市镇，属于罗德兹区。

## 地理
维欧尔河畔圣瑞斯特（44°7'29"N, 2°21'58"E）面积25.1 平方千米，位于法国奧克西塔尼大區阿韦龙省，该省份为法国南部内陆省份，位于法國中央高原南部，北起顺时针与康塔爾省、洛泽尔省、加尔省、埃罗省、塔恩省、塔恩-加龙省和洛特省接壤。
与维欧尔河畔圣瑞斯特接壤的市镇（或旧市镇、城区）包括：康雅克、桑特雷斯、莱代尔格、梅尔雅克、吕拉克-圣西尔克、托里亚克德诺塞勒、莱达和庞蒂耶、塔尼、特雷邦。

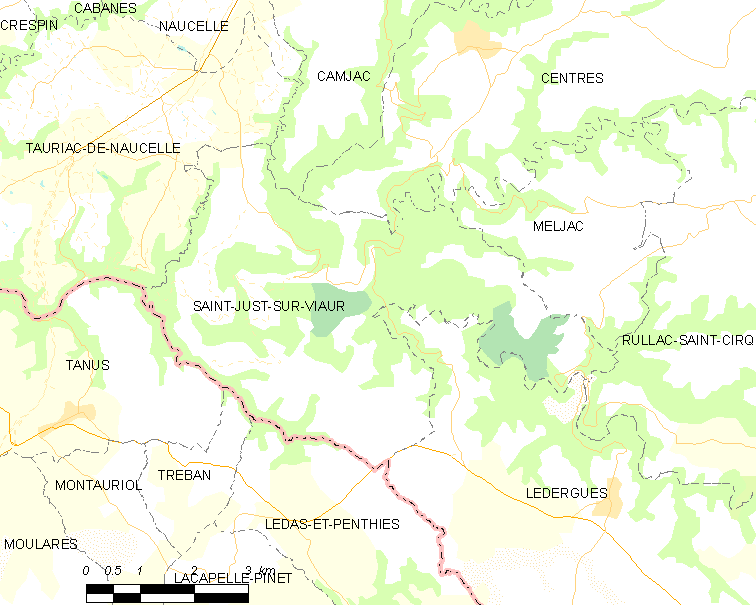
维欧尔河畔圣瑞斯特的OSM定位图

维欧尔河畔圣瑞斯特的时区为UTC+01:00、UTC+02:00（夏令时）。

## 行政
维欧尔河畔圣瑞斯特的邮政编码为12800、12170，INSEE市镇编码为12235。

## 政治
维欧尔河畔圣瑞斯特所属的省级选区为塞奥尔-塞加拉县。

## 人口

1962-2008年间维欧尔河畔圣瑞斯特人口变化图示

维欧尔河畔圣瑞斯特于2022年1月1日时的人口数量为210人。